# Leucauge camelina
Leucauge camelina là một loài nhện trong họ Tetragnathidae.
Loài này thuộc chi Leucauge. Leucauge camelina được miêu tả năm 1940 bởi Caporiacco.